# Phanocerus clavicornis
Phanocerus clavicornis är en skalbaggsart som beskrevs av Sharp 1882. Phanocerus clavicornis ingår i släktet Phanocerus och familjen bäckbaggar. Inga underarter finns listade i Catalogue of Life.